# Papuagrion flavithorax
Papuagrion flavithorax là một loài chuồn chuồn kim trong họ Coenagrionidae.
Papuagrion flavithorax được Selys miêu tả khoa học năm 1878.